# Cécile Cornet
Cécile Cornet (Hoei, 13 juni 1978) is een Belgisch politica voor Ecolo.

## Biografie
Cornet, van opleiding sociologe aan de UCL, ging werken bij milieuverenigingen en was opleidster bij Formation Education Culturel (FEC), dat in samenwerking met de vakbond CSC permanente vorming biedt aan werknemers.
Ze werd tevens politiek actief bij Ecolo en werd co-voorzitster van de partijafdeling in het arrondissement Namen. Van 2010 tot 2015 zetelde ze ook in de gemeenteraad van Andenne.
Na verschillende keren te zijn opgekomen bij verkiezingen, legde Cécile Cornet in oktober 2020 de eed af als lid van de Kamer van volksvertegenwoordigers voor de kieskring Namen, waar ze zetelde tot in juni 2024. Ze volgde Georges Gilkinet op, die als vicepremier toetrad tot de regering-De Croo. Als Kamerlid legde Cornet zich toe op het beleid rond fiscaliteit en tewerkstelling. Bij de verkiezingen van juni 2024 stond Cornet als eerste opvolger op de lijst. 